# Bensersiel
Bensersiel is een dorp aan de Waddenkust in de Duitse deelstaat Nedersaksen. Het ligt aan het  Benser Tief, waarlangs het binnenland ontwatert. Het dorp is erkend als Seeheilbad. De plaats beschikt over kuurfaciliteiten, waaronder een onoverdekt golfslagbad en een overdekt zwembad met waterglijbanen enz.. Vanuit Bensersiel vertrekt de veerboot naar het waddeneiland Langeoog. De haven van het dorp kan onafhankelijk van het getij worden gebruikt. Bestuurlijk valt Bensersiel onder de stad Esens.
Het strand van Bensersiel is alleen tegen betaling van entreegeld toegankelijk. Op vertoon van een zogenaamde Kurkarte, die ook toegang geeft tot de kuurfaciliteiten, kan het strand zonder extra kosten worden gebruikt.

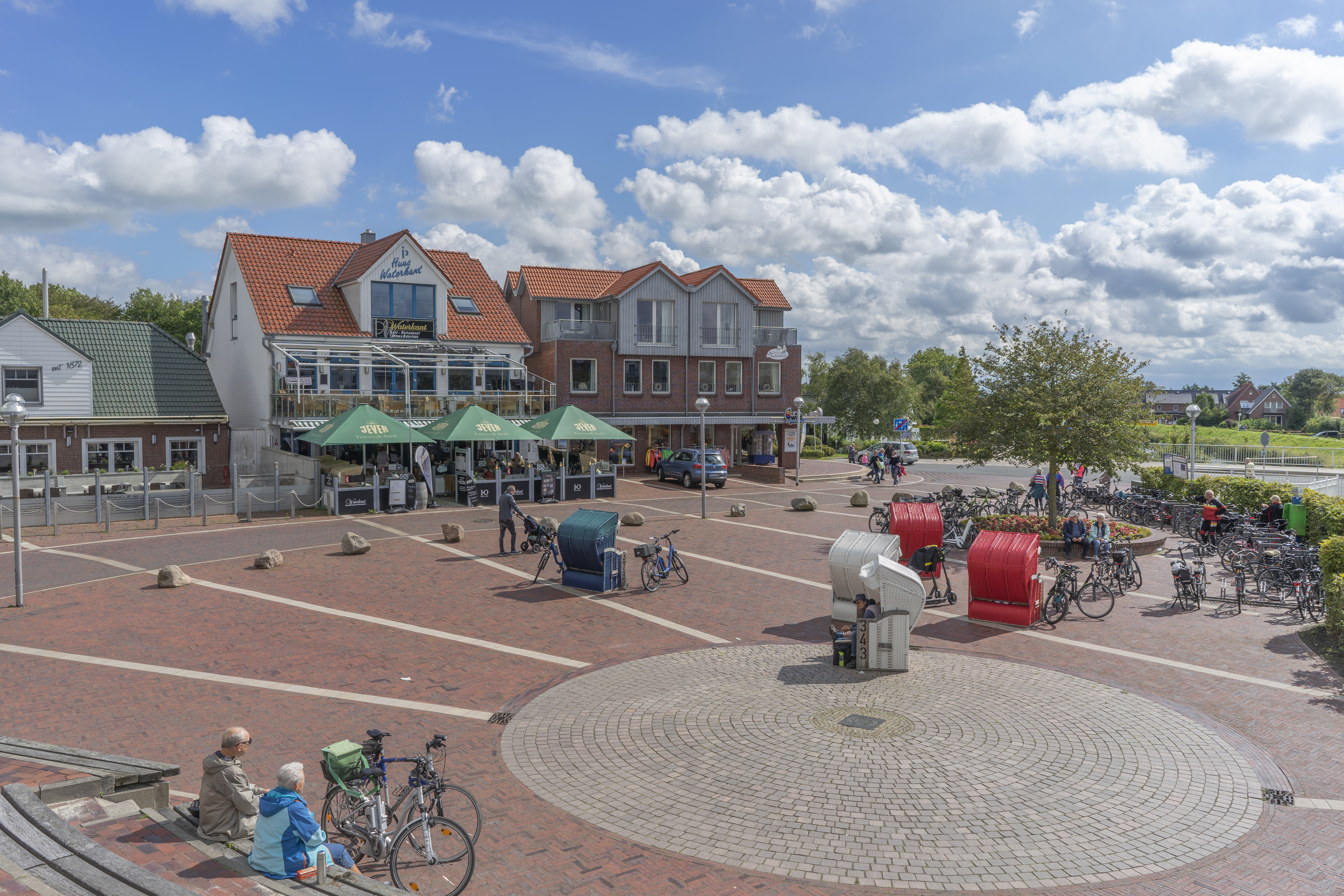
Pleintje te Bensersiel nabij de haven en het strand

- Virtual International Authority File: 240126202